# The Cold View
The Cold View ist eine 2011 gegründete Drone- und Funeral-Doom-Band.

## Geschichte
The Cold View ist ein Ein-Personen-Projekt von Andreas Schmidt. Der überwiegend unter den Initialen A.A.S. agierende Musiker gründete das Projekt im November 2011 mit der Intention von November 2011 bis März 2012, ein Musikstück in jedem Monat komponierend, ein Winteralbum zu kreieren. Die ersten Aufnahmen entstanden im Experiment mit den Möglichkeiten der Tonerzeugung und -modulation seines Linux-Betriebssystems. Nachdem das erste Stück abgeschlossen und aufgenommen war, entstand die Bestrebung die subjektiven Erfahrungen des aktuellen Winter festzuhalten. Aus den Aufnahmen entstand das Debüt und Konzeptalbum Weeping Winter, das im September 2012 erstveröffentlicht wurde und im Jahr 2014 durch GS Productions Wiederveröffentlicht wurde. Bereits vor der Wiederveröffentlichung erhielt das über Bandcamp und die Homepage des Projektes zum freien Download angebotene Album international positive Resonanz. Den Bandnamen entlehnte A.A.S. einem Ausspruch Nietzsches den er für sich als reinen Realismus, Ablehnung von Moral und Urteilsvermögen beschreibt. Darin läge die Möglichkeit absolute Wahrheit ohne emotionale menschliche Einschränkungen zu erkennen. Dieser kalte Blick sei dem Menschen im Hang nach sozialer Wärme jedoch nur für wenige Momente möglich.

„I think all these aspects can be found in my music. The coldness and bleakness that gets interrupted by some warm moments of hope. The strain that is connected with taking the ‘cold view’. My music definitely is no easy listening.“

„Ich denke, dass all diese Aspekte sich in meiner Musik finden. Die Kälte und Trostlosigkeit, die von einigen warmen Momenten der Hoffnung unterbrochen wird. Die Belastung, die mit dem ‚kalten Blick‘ verbunden ist. Meine Musik ist definitiv nicht einfach zu hören.“

Dem Debüt folgten alsdann weitere Veröffentlichungen, die sich dem konzeptionellen ideologischen Hintergrund inhaltlich anschlossen. Neben GS Productions kooperierte A.A.S. zur Veröffentlichung seiner Musik mit Endless Winter und Frozen Light Records. Im Jahr 2015 veröffentlichte The Cold View hinzukommend die Split-EP Songs of Deepest Skies gemeinsam mit dem französischen Ein-Personen-Projekt Abysmal Growls of Despair. In der Zwischenzeit lud Kostas Panagiotou A.A.S. dazu ein am multimedialen Pantheist-Projekt Events mitzuwirken. Mit den beiden auf das Debüt folgenden Alben Wires of Woe, Ways of Waste und Wounds komplettierte The Cold View eine Albumtrilogie in der, dem Bandnamen entsprechend, der kalten Blick auf verschiedene Gegebenheiten angewandt wird. Nach der Introspektive des Debüts folgte mit Wires of Woe, Ways of Waste ein kalter Blick auf die Welt, um mit Wounds als Anwendung des kalten Blicks auf andere Menschen die Trilogie abzuschließen. Indes war das Schaffen nicht initial als Trilogie geplant. Für die Aufnahmen von Wounds griff A.A.S. erstmals auf ergänzende Gastmusiker zurück. Das vierte von Greg Chandler in den Priory Studios gemischte und gemasterte Album Born Banished Beaten Broken Buried entfernte sich von dem bisher vorausgegangenen konzeptionellen Rahmen des Projektes. Dies Album beschreibt A.A.S. als erneutes Konzeptalbum, diesmal jedoch um existentielle Fragen; nach Kreislauf von Leben und Tod, der Isolation in der individuellen Existenz und dem Leid lebendig zu sein.

## Rezeption
Bereits das Debüt Weeping Winter erfuhr international positive Resonanz. Das Webzine Doom-Metal.com sowie das Musikmagazin Decibel reagierten auf das Debüt mit kurzen Interviews. Weitere Webzines versahen das Album mit Rezensionen und werteten Weeping Winter wie Chronicles of Chaos mit 7 von 10 möglichen Punkten oder Metalglory.de mit 8 von 10 möglichen Punkten positiv. Mit dem via The Endless Winter veröffentlichten Wires of Woe, Ways of Waste erreichte The Cold View eine international breitere Rezeption, die indes ebenso positiv wie jene des Debüts ausfiel. Dabei beschrieben die Rezensenten das Album als beklemmend, düster, bedrückend und depressiv. In einer mittelmäßigen Beurteilung die Andreas Schiffmann für das Webzine Musikreviews.de verfasste beschrieb er das Album als „reine Stimmungsmusik und als solche vom Befinden des Empfängers abhängig.“ Die Resonanz auf Wounds blieb beständig positiv. „Das Hören des Album gestalt[e] sich erwartbar mühselig und erforder[e] Geduld, denn die Klangmodulationen […] sind so subtil, dass man gezwungen ist, sich fallenzulassen.“ urteilte Schiffmann in einer erneut für Musikreviews.de verfassten Besprechung. Weitere Besprechungen lobten das Album „Grenzen“ würden „musikalisch düpiert um die Gefühle und das Seelenleben des Hörers bei aller Gestörtheit zu malträtieren. Aber genau dieser musikalische Verfall, der auch mit angenehm harmonischen Passagen aufwarten kann, macht ein facettenreiches und ausdrucksstarkes Album aus.“ Mike Liassides von Doom-Metal.com schrieb, dass das Album gar zu empfehlen sei wenn der potentielle Hörer keine Neigung zum Funeral Doom besäße. Mit Born Banished Beaten Broken Buried blieben die Reaktionen weiterhin positiv, die Zahl der für das im Selbstverlag erschienene Album verfassten Rezensionen sank allerdings. Stefan Arthur Wolfsbrunn lobte Born Banished Beaten Broken Buried für das Webzine Metal.de: „Das Album markiert das bisher beste Album im Katalog und hat hinsichtlich Sound und Artwork deutlich zugelegt, ohne die bisherigen Stärken Atmosphäre und Langsamkeit anzukratzen.“ Ebenso preiste Riccardo Veronese in einer für Doom-Metal.com geschriebenen Rezension als „another dark masterpiece from The Cold View“.

## Stil
Das Webzine Doom-Metal.com beschreibt die von The Cold View gespielte Musik als „Mischung aus Drone und Funeral Doom mit Einflüssen aus Noise und Industrial.“ Die Musik sei „düster, dunkel und brutal“ und vermittele eine verzweifelte und deprimierte Atmosphäre. In der zum letzten Album verfassten Rezension beschreibt Stefan Arthur Wolfsbrunn die Musik als langsamsten „Funeral Doom mit tiefen gutturalen Vocals und gekonntem Keyboardeinsatz mit leicht loungigen Anleihen zu BOHREN AND THE CLUB OF GORE“, diese Kombination sei indes seit dem Debütalbum ein nachhaltiges Erkennungsmerkmale des Projektes. Andreas Schiffmann beschreibt die Musik als „Keyboard-lastige[n] Funeral Doom“.

„Das schleppende Tempo und die unnatürlich verzerrten Gitarren sorgen zusammen mit den abnorm tiefen ‚growls‘ für ein klangliches Bild der Verwüstung.[…] Um dem Ganzen die Krone aufzusetzen, werden wir entgegen der allseits vermittelten Endzeitstimmung, gelegentlich mit stimmigen Keyboard Einlagen [sic!] wieder aus dem existenziellen Tief gesogen.“

## Diskografie
- 2012: Weeping Winter (Album, Selbstverlag Re-Release 2014 via GS Productions)
- 2014: Wires of Woe, Ways of Waste (Album, Endless Winter)
- 2015: Songs of Deepest Skies (Split-EP mit Abysmal Growls of Despair, Frozen Light Records)
- 2017: Wounds (Album,  GS Productions)
- 2019: Born Banished Beaten Broken Buried (Album, Selbstverlag)